# Samahil
Samahil är en kommun i Mexiko.   Den ligger i delstaten Yucatán, i den östra delen av landet, 1 000 km öster om huvudstaden Mexico City. Antalet invånare är 5 009. Arean är 185 kvadratkilometer.
Terrängen i Samahil är mycket platt.